# Hetzerhallen Weimar

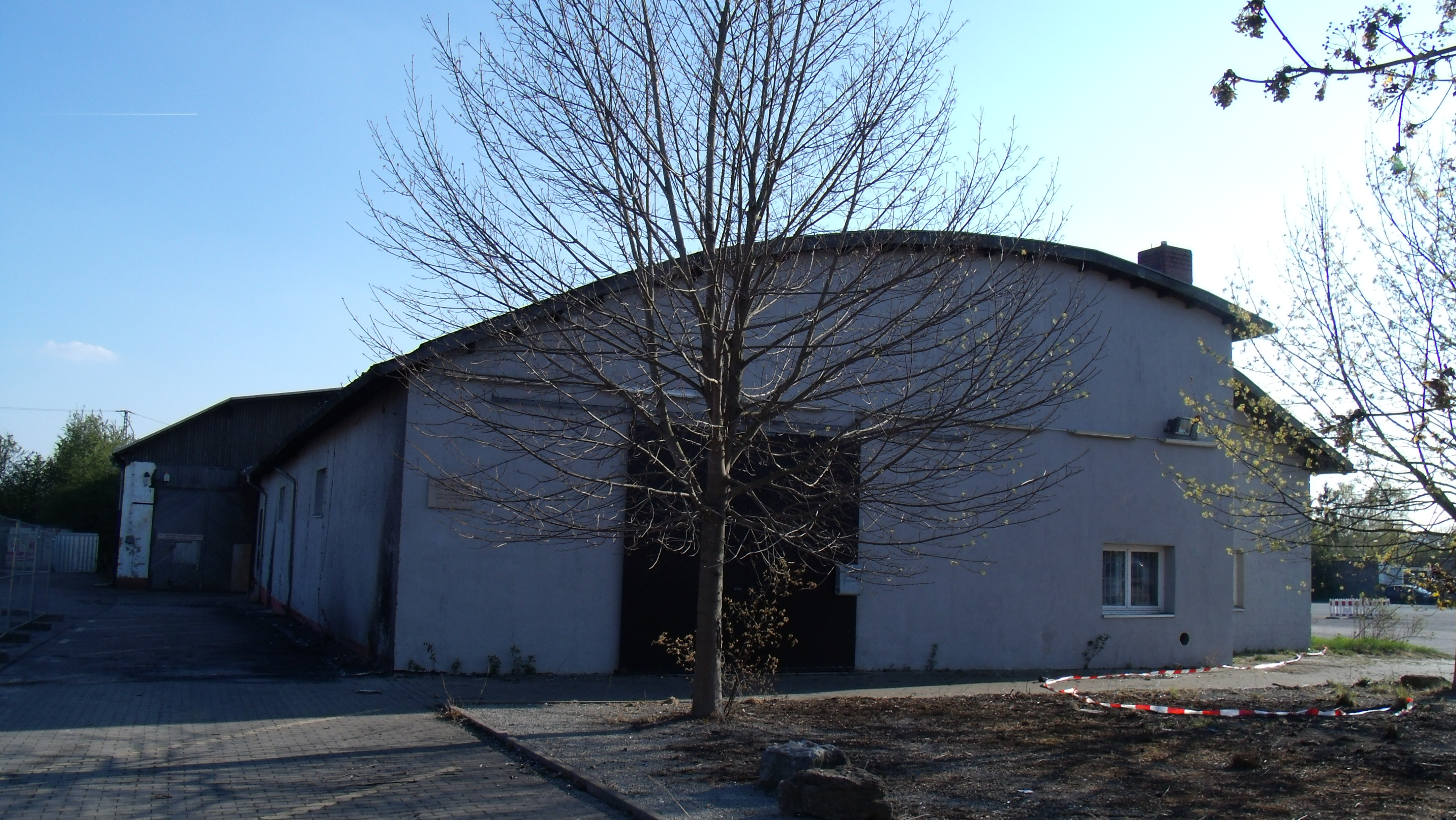
Die unter Denkmalschutz stehenden Hetzerhallen in Weimar/Thüringen.

Die Hetzerhallen waren ein denkmalgeschützter Gebäudekomplex im Norden des Stadtgebietes von Weimar in Thüringen mit der Adresse Marcel-Paul-Straße 57. Auf dem früheren Betriebsgelände der Otto Hetzer Holzbau- und Holzpflege AG gelegen, stellten sie bis Anfang 2021 eines der ältesten und wenigen erhaltenen Beispiele einer Hetzerhalle, stützenfreie Hallen mit einem Dachtragwerk aus Brettschichtholz bzw. Leimbindern, die nach dem Erfinder ihres Dach- oder Hallentragwerks, dem Großherzoglich-Weimarer Hofzimmermeister und Unternehmer Karl Friedrich Otto Hetzer (1846–1911) benannt wurden, dar. In diesem Bereich lag der ehemalige Güterbahnhof Weimar.

## Geschichte

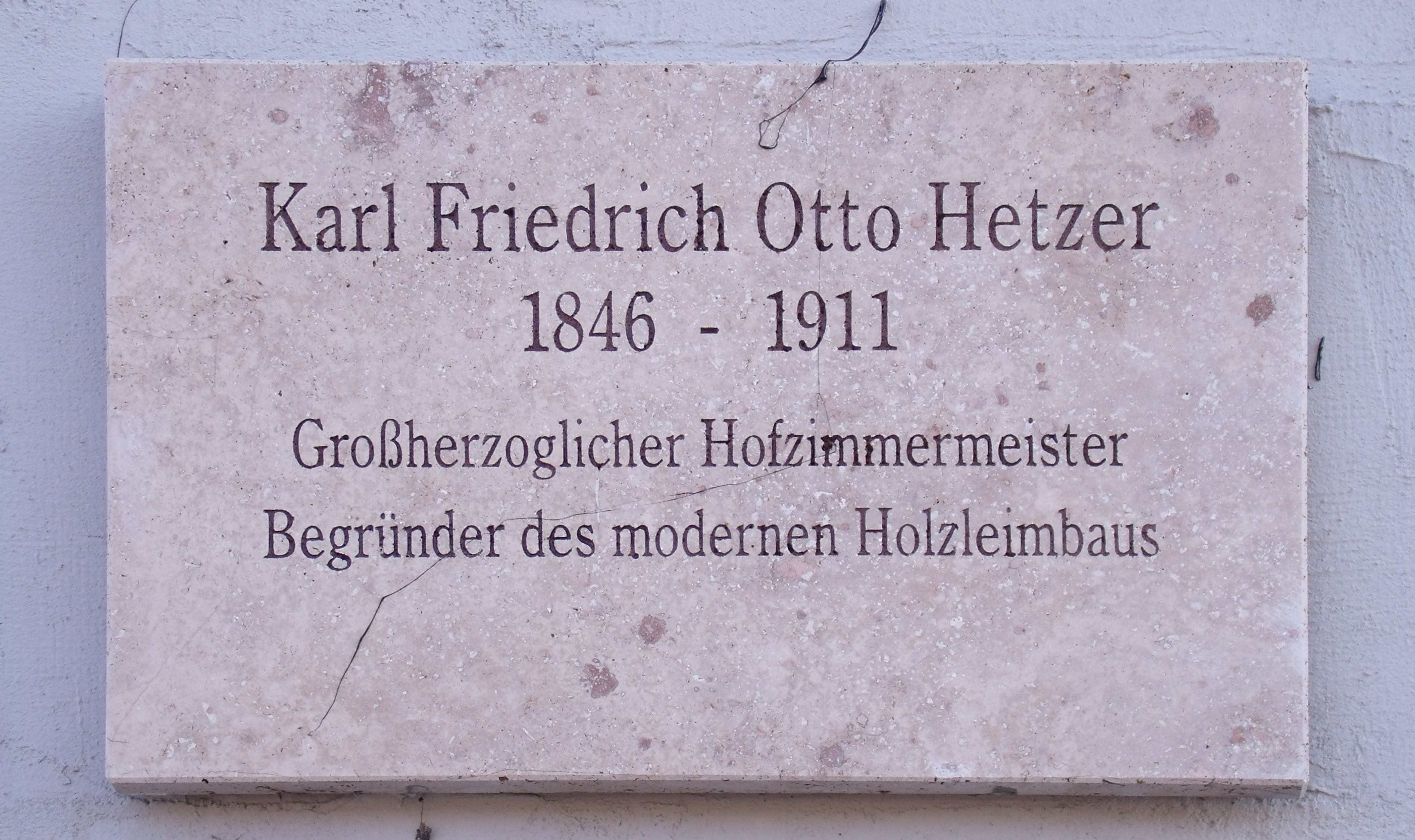
Die „Kleine Hetzerhalle“ in Weimar-Nord trägt seit 21. Oktober 2004 die Gedenktafel für Otto Hetzer (Foto vom April 2015)

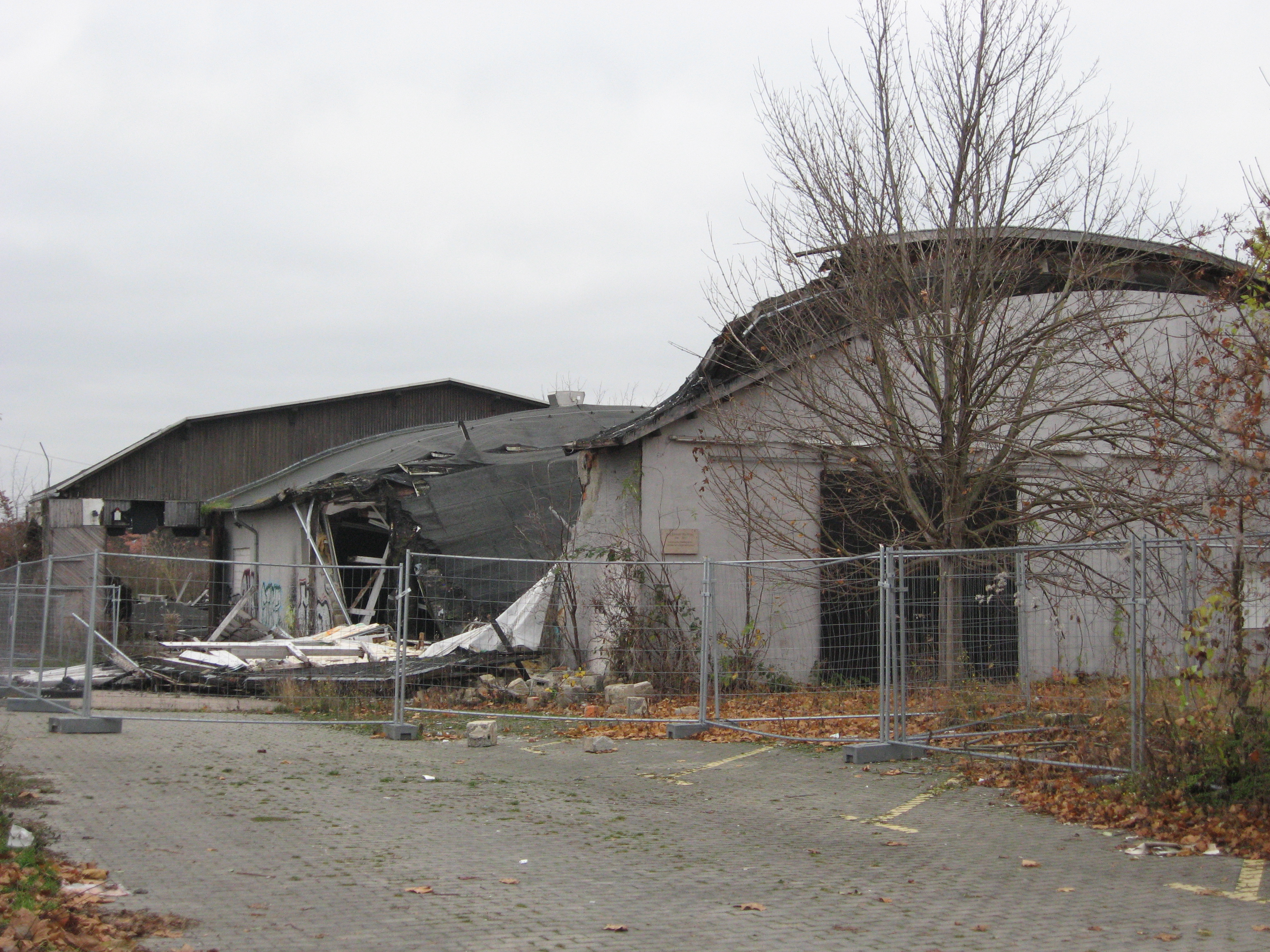
Die Halle nach dem Einsturz (Foto vom November 2021)

Die als Prototyp geltenden und unter Denkmalschutz stehenden Hetzerhallen in Weimar wurden 1907 nördlich der Eisenbahntrasse als Werkshallen der Otto Hetzer Holzbau- und Holzpflege AG mit einer Spannweite von 21 bzw. 26 m errichtet. Daran anschließend wurde später der Stadtteil Weimar-Nord errichtet. Beide Hallen prägten einst mit der 2013 abgerissenen Grünen Villa (Hetzer-Villa) und der 2015 abgebrannten, benachbarten Viehauktionshalle das Bild der Weimarer Nordstadt. Es handelte sich um zwei baulich miteinander verbundene Werkshallen, aufgrund der unterschiedlichen Spannweite große und kleine Hetzerhalle genannt.
Die kleinere Halle trägt seit dem 21. Oktober 2004 eine Ehrentafel für Otto Hetzer. Sie wurde zuletzt (Stand: Oktober 2019) als Lagerhalle und Getränkemarkt genutzt. Die große Hetzerhalle war bereits länger in einem schlechten Zustand, insbesondere das Dach war stark in Mitleidenschaft gezogen. Aufgrund fehlender Nutzungskonzepte erfolgte, wie bei der benachbarten Viehauktionshalle, jedoch keine grundhafte Sanierung, sondern nur regelmäßige Sicherungsmaßnahmen.
Die große Hetzerhalle stürzte am 17. Februar 2021 aufgrund hoher Schneelast ein, die kleine Hetzerhalle wurde hierbei beschädigt.